# Achrus albicosta
Achrus albicosta är en insektsart som beskrevs av Kusnezov 1929. Achrus albicosta ingår i släktet Achrus och familjen dvärgstritar. Inga underarter finns listade i Catalogue of Life.